# Jacek Zacharewicz
Jacek Zacharewicz (* 15. Dezember 1964 in Radomsko) ist ein polnischer Politiker der Platforma Obywatelska (Bürgerplattform).

## Leben
Jacek Zacharewicz wurde in Radomsko geboren, wo er auch aufwuchs und das allgemeinbildende Gymnasium (Liceum ogólnokształcącym) besuchte. 
Er schloss sein Wirtschaftsstudium an der Universität Łódź mit einem Magister ab. Spätere Aufbaustudien waren Unternehmensführung in der Marktwirtschaft (Kierowanie Przedsiębiorstwem w Warunkach Gospodarki Rynkowej) an der Universität Łódź, Bankmanager an der Hochschule für Versicherungs- und Bankwesen in Warschau sowie europäisches Bankrecht an der Polnischen Akademie der Wissenschaften.
Nach seinem Erststudium in Łódź war er in der Spanmöbelfabrik Fameg in Radomsko angestellt. Im November 1989 machte er sich mit einem Rechnungswesenbüro (biuro rachunkowe) selbstständig. Zum 1. Mai 1996 wurde Zacharewicz Vorstandsvorsitzender der Genossenschaftsbank esbank in Radomsko. Weiterhin war er Mitglied des Sejmik der Woiwodschaft Łódź. Bei den vorgezogenen Parlamentswahlen 2007 wurde Jacek Zacharewicz im Wahlkreis 10 Piotrków Trybunalski mit 9.579 in den Sejm gewählt. Dort arbeitet er 2007 bis 2009 in der Kommission für öffentliche Finanzen und ab Januar 2009 in der Kommission für Staatskontrolle mit.
Jacek Zacharewicz ist verheiratet und hat drei Kinder.